# Замок Абенберг

Замок Абенберг (нем. Burg Abenberg) — замок на холме рядом с одноимённым городом Абенберг в земле Бавария, Германия.

## История

### Ранний период
В период с 1040 по 1059 годы граф Адальберт II начал строить замок в своих владениях. Изначально это была деревянная крепость. В период с 1130 по 1140 год граф Рапото фон Абенберг (1122—1172) на месте деревянного замка возвёл каменный. По данным некоторых источников, на тот момент крепость была одной из наиболее крупных построек в Баварии.
В 1236 году поселение Абенберг и замок перешли (через брачный контракт) к роду Гогенцоллернов — бургграфам Нюрнберга (на ту эпоху). Всё произошло после того, как на владельце замка, графе Фридрихе II, пресеклась мужская линия рода фон Абенберг. Семья бургграфов не проживала в замке. По этой причине строения крепости не имели должного присмотра и стали приходить в упадок.
Тем не менее, в период с 1230 по 1250 год замок был расширен в два раза. Вместо старой стены построили новую, увеличив внутреннюю площадь. Разумеется, появились и новые ворота.
В 1296 году замок был продан епископству Айхштетта. В результате строительных работ были укреплены стены и квадратные башни.

### Эпоха Ренессанса
В XV—XVII веках прошло несколько этапов реконструкции замка. В 1496 году в восточной стене возвели новую башню. Кроме того, появилось несколько построек внутри замка.
Однако со временем замок стал терять своё прежнее значение. Епископы перестали использовать замок как важную крепость. В итоге в 1799 году разрушилась часовня Святого Отмара.
В 1806 году в процессе секуляризации новым владельцем крепости оказались власти королевства Баварии. Прагматики из администрации тут же решили снести крепость, а высвободившиеся стройматериалы (камень, древесину) продать как стройматериалы.

### Новейшее время

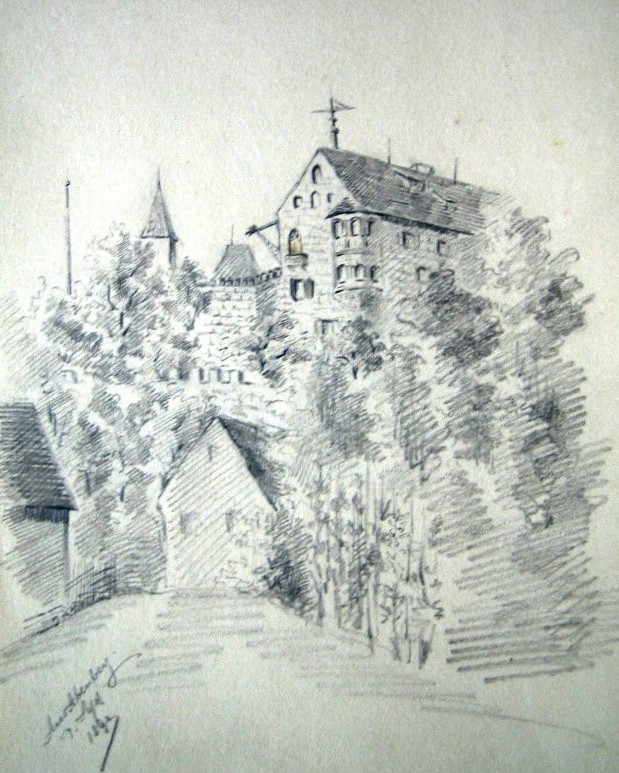
Замок на рисунке 1890 года

В 1875 году руины Абенберга приобрёл мюнхенский антиквар К. Й. Цвершин. Этот человек сумел спасти сохранившиеся фрагменты средневекового замка от полного разрушения. Новый владелец провёл ремонтные и восстановительные работы. В числе прочего была заново отстроена 33-метровая дозорная башня.
Следующий владелец, камерный певец Антон Шотт, продолжил восстановительные работы в замке, которые неспешно велись с 1881 по 1913 год.
Однако в последующие десятилетия замок оказался фактически заброшен, и Абенберг в очередной раз пришёл в упадок.
В 1982 году власти поселения Абенберг приобрели сначала половину замка, а в 1984 году — весь комплекс. В 1986 году с целью сохранения исторического здания и возрождения культурных традиций был создан фонд Zweckverband Abenberg, к которому затем перешло право собственности на замок. Руководители фонда разработали концепцию создания музея, отеля и ресторана на основе сохранившихся фрагментов замка Абенберг.
До середины 1990-х годов производился капитальный ремонт строений замка. В 2001 году в замке открылся музей кружев. В 1988—1992 годах были также проведены обширные раскопки, на основании которых была получена информация о различных уровнях архитектурной истории сохранившихся сооружений.

## Результаты раскопок
В результате проведенных раскопок было обнаружено место первой каменной крепости XII века размером 40 на 40 метров. Главное здание замка на тот момент представляло собой отдельно стоящую башню. Сейчас она расположена в середине нынешнего двора замка. Башня в исходном виде имела основание 15,6 на 14,6 метров. Толщина стен достигала 2,5 метра в основании кладки. Основным материалом при строительстве служил песчаник. Вместе с тем во время изыскательных работ к югу от замка было обнаружено поле, где некогда проводились рыцарские турниры.

## Сегодня
Сегодня на территории замка открыты ресторан, отель, конференц-центр, дом франкской истории и музей кружева. Также в замке проводятся свадебные церемонии. Каждый год летом здесь на открытом воздухе устраиваются различные концерты и проводится фестиваль Fire Dance. В пределах видимости находится расположенный неподалёку замок Вернфельс.